# Lenka Bydžovská
Lenka Bydžovská (* 13. prosince 1956 Děčín) je česká historička umění, editorka a kurátorka výstav, specializující se na české meziválečné umění, dlouholetá vědecká pracovnice Ústavu pro teorii a dějiny umění ČSAV a šéfredaktorka časopisu Umění.

## Život a kariéra
Narodila se v Děčíně, vyrostla Roudnici nad Labem, kde absolvovala gymnázium. V letech 1976–1981 vystudovala dějiny umění a italštinu na Filozofické fakultě Univerzity Karlovy (prof. Petr Wittlich, Jaroslav Pešina). Již během studia byla v roce 1980 na studijním pobytu v Sieně. V roce 1981 obhájila diplomovou práci o Zdeňku Sklenářovi, za kterou v roce 1982 získala doktorát filosofie. V roce 1991 byla na studijním pobytu na University of Pennsylvania ve Filadelfii a v roce 1992 obhájila kandidátskou disertační práci Spolek výtvarných umělců Mánes v letech 1887-1907.
Od roku 1990 působí jako vědecká pracovnice Ústavu teorie a dějin umění Akademie věd  v oddělení umění 19. až 21. století, její výzkum a publikace sahají od české secese ke specializaci na české meziválečné umění a jeho přesahy v zahraničí, zejména na surrealismus, monograficky zpracovala dílo jejich čelných představitelů Jindřicha Štyrského a Toyen. Od roku 1990 je redaktorkou a od roku 1996 šéfredaktorkou časopisu Umění. 
Kromě psaní odborných knih a statí byla kurátorkou dvou desítek výstav umění v českých zemích i v zahraničí. 
Externě se podílí na výuce teorie a dějin umění v semináři dějin umění Masarykovy univerzity v Brně.